# Plagithmysus annectens
Plagithmysus annectens là một loài bọ cánh cứng trong họ Cerambycidae.